# Iris Marion Young
Iris Marion Young (New York, 2 gennaio 1949 – Chicago, 1º agosto 2006) è stata una filosofa e attivista statunitense.

## Biografia e opere principali
Si laurea in filosofia al Queens College nel 1970 per poi prendere il titolo di laurea magistrale e il dottorato in filosofia alla Pennsylvania State University nel 1974.
Professoressa di Scienza politica all’Università di Chicago e membro del Center for Gender Studies e dell’Human Rights Program della stessa università, i suoi interessi vertevano principalmente sui temi della politiche della differenza, della democrazia, del femminismo e della giustizia sociale.
Prima di lavorare all’Università di Chicago insegna per nove anni teoria politica alla Graduate School of Public and International Affairs dell’Università di Pittsburgh, e precedentemente ancora in altre istituzioni, come il Worcester Polytechnic Institute e l’Università di Miami. È stata visiting fellow presso numerose università e istituti di ricerca, tra cui l’Università Goethe di Francoforte, l’Institute for Advanced Study di Princeton, l’Istituto per le Scienze Umane di Vienna, l’Università Nazionale Australiana e lo Human Sciences Research Council.
Oltre ad aver scritto un ampio numero di articoli su riviste scientifiche, ha pubblicato tre monografie: Justice and the Politics of Difference (del 1990, tradotto in italiano come Le politiche della differenza), Inclusion and Democracy (2000), e, postumo, Responsibility for Justice (2013). Le sue riflessioni sulla differenza sociale, sulla democrazia partecipativa e comunicativa, e le sue analisi normative delle politiche sociali sono oggi note e spesso citate nell’ambito della teoria e della filosofia politica. Iris Marion Young è morta il 1º agosto del 2006, all’età di 57 anni, per un tumore all’esofago.
Alle sue elaborazioni teoriche sono stati dedicati numerosi volumi, tra cui A. Ferguson, M. Nagel (a cura di), Dancing with Iris: the Philosophy of Iris Marion Young, Oxford University Press, Oxford-New York 2009; G. F. Johnson, L. Michaelis, Political Responsibility Refocused: Thinking Justice after Iris Marion Young, Toronto University Press, Toronto 2013; U. M. Vieten, Revisiting Iris Marion Young on Normalisation, Inclusion and Democracy, Palgrave Macmillan, London 2014.

## Ricerca filosofica
Gli interessi di ricerca di Iris Marion Young spaziavano nell’ambito della filosofia e della teoria politica normativa: teorie contemporanee della giustizia, democrazia e differenza, teoria politica femminista, teoria politica continentale con particolare riferimento alle concezioni di Jürgen Habermas e Michel Foucault, etica e filosofia morale applicata, relazioni internazionali, analisi normativa delle politiche pubbliche.

### Gruppi sociali e politiche della differenza
Di fondamentale importanza nella filosofia politica di Young è l’idea che le questioni di giustizia sociale non si limitano, né sono riducibili, al problema della redistribuzione economica. Al fine di porre rimedio alle diseguaglianze strutturali, piuttosto, è per Young fondamentale il riconoscimento delle differenze tra i gruppi sociali. Dal momento che, nelle attuali società, spesso accade che alcuni individui siano svantaggiati da norme, leggi e pratiche istituzionali o informali non in quanto singoli soggetti, bensì in quanto membri di determinati gruppi sociali, etnici, culturali, o di specifiche classi sociali, un’esauriente teoria della giustizia non potrà assumere come suo riferimento il singolo soggetto, ma dovrà considerare anche appartenenze e affiliazioni di gruppo.
Sulla base di queste considerazioni Young argomenta in favore di una «politica della differenza» post-liberale, che riesca a conciliare il requisito dell’eguale trattamento di ogni individuo con la lotta alle forme di oppressione che si radicano sulle differenze di gruppo. In Le politiche della differenza Young obietta alle teorie della giustizia liberali, come quelle di John Rawls e Ronald Dworkin, di assumere un approccio eccessivamente procedurale, distributivo e individualistico.

### Le cinque facce dell’oppressione
Tra i contributi più noti di Young alla filosofia politica vi è il modello delle «cinque facce dell’oppressione» pubblicato in Le politiche della differenza. Facendo confluire elementi delle teorie femministe, queer, post-strutturaliste, marxiste e postcoloniali, Young afferma l’esistenza di cinque diverse forme di oppressione, reciprocamente irriducibili e impossibili da trattare mediante il modello prevalente della giustizia distributiva. Esse sono:
- Sfruttamento;
- Marginalizzazione;
- Mancanza di potere;
- Imperialismo culturale;
- Violenza.

### Fenomenologia del corpo
Uno dei più noti saggi di Young è Throwing Like a Girl: A Phenomenology of Feminine Body Comportment, Motility, and Spatiality, pubblicato per la prima volta sulla rivista «Human Studies» nel 1980. In esso Young, assumendo una prospettiva di fenomenologia del corpo e di genere, analizza le differenze nel movimento corporeo maschile e femminile, sulla base di riflessioni tratte da Simone de Beauvoir e Maurice Merleau-Ponty. L’autrice descrive come bambine e ragazze siano solitamente socializzate e condizionate a muoversi in modo calmo, posato e controllato, oltre che a pensare i propri corpi come deboli e fragili; questo ha ripercussioni sulla fiducia in sé di donne e ragazze, oltre che sulla loro capacità di definire liberamente e realizzare i propri obiettivi.

### Una democrazia inclusiva
In Inclusion and Democracy, pubblicato nel 2000, Young sviluppa un modello di democrazia inclusiva, finalizzato cioè a rimuovere gli ostacoli materiali, istituzionali e simbolici alla partecipazione del maggior numero possibile di persone ai processi democratici, oltre che all’estensione di questi ultimi a quanti più ambiti decisionali. Tale modello, che si situa nel filone della democrazia deliberativa e partecipativa, comprende una prospettiva per rendere conto delle differenze di gruppo in società democratiche complesse, una teoria della “rappresentanza partecipativa” e della comunicazione politica inclusiva, e una concezione della società civile.

### Responsabilità per la giustizia globale
Nel capitolo finale di Inclusion and Democracy, come anche nella raccolta di saggi Global Challenges (2007) e nella monografia Responsibility for Justice (2011), entrambe pubblicate postume, Young allarga la sua visione della giustizia e della democrazia a una prospettiva globale. In questi testi l’autrice sviluppa una complessa teorizzazione delle obbligazioni di giustizia individuali su scala globale (cfr. in particolare Responsibility for Justice), una concezione di autodeterminazione dei popoli in quanto «assenza di dominio», e un abbozzo di schema normativo per pensare una democrazia federale globale.

## Eventi in memoriam
La serie di lezioni magistrali del Center for Gender Studies dell’Università di Chicago è stata rinominata in onore di Iris Marion Young nel novembre del 2006. Nel 2008 il programma di Gender, Sexuality and Women’s Studies dell’Università di Pittsburgh, in collaborazione con la Graduate School of Public and International Affairs della stessa università, ha istituito l’Iris Marion Young Award for Political Engagement, al fine di onorare la memoria di Young e di conferire un riconoscimento a studenti e docenti dell’università che con le loro azioni abbiano un impatto particolarmente positivo sulle loro comunità. Alla Penn State University, presso il Rock Ethics Institute, è stato istituito l’Iris Marion Young Diversity Scholars Fund, rivolto a sovvenzionare con borse di studio la partecipazione all’Inclusive Key Summer Institute da parte di studenti provenienti da gruppi sociali svantaggiati e sottorappresentati.
In onore di Iris Marion Young sono stati inoltre pubblicati, dopo la sua morte, numerosi numeri monografici di riviste scientifiche, tra cui ricordiamo Citizenship, Inclusion and Democracy: a Symposium on Iris Marion Young, in «Educational Philosophy and Theory», XXXVIII (2006), n. 1, e In Honour of Iris Marion Young: Theorist and Practitioner of Justice, in «Hypatia», XXXIII (2008) n. 3.

## Pubblicazioni selezionate

### Libri
- Justice and the Politics of Difference, Princeton University Press, Princeton 1990; trad. it. di A. Bottini, Le politiche della differenza, Feltrinelli, Milano 1996. ISBN 978-8807102035.
- Inclusion and Democracy, Oxford University Press, New York 2000. ISBN 9780198297550.
- Responsibility for Justice, Oxford University Press, New York 2013. ISBN 9780199970957.

### Raccolte di saggi
- «Throwing Like a Girl» and Other Essays in Feminist Philosophy and Social Theory, Indiana University Press, Bloomington 1990. ISBN 978-0253368577. Ed. ampliata On Female Body Experience: «Throwing Like a Girl» and Other Essays, Oxford University Press, New York 2005. ISBN 978-0195161939.
- Intersecting Voices: Dilemmas of Gender, Political Philosophy and Policy, Princeton University Press, Princeton 1997. ISBN 978-0691012001.
- Global Challenges: War, Self-Determination and Responsibility for Justice, Polity Press, Cambridge 2007. ISBN 978-0745638348.

### Articoli
- Iris Marion Young, Throwing Like a Girl: A Phenomenology of Feminine Body Comportment Motility and Spatiality, in Human Studies, III (1980), n. 2, pp. 137–156. JSTOR 20008753.
- Iris Marion Young, Humanism, gynocentrism and feminist politics, in Women's Studies International Forum, vol. 8, n. 3, Elsevier, 1985,  pp. 173-183, DOI:10.1016/0277-5395(85)90040-8.
- Iris Marion Young, Polity and group difference: A critique of the ideal of universal citizenship, in Ethics, vol. 99, n. 2, University of Chicago Press, January 1989,  pp. 250-274, JSTOR 2381434.
- Iris Marion Young, Gender as Seriality: Thinking About Women as a Social Collective, in Brenner Joahnna, Laslett Barbara, Arat Yasmin (a cura di), Rethinking the Political: Women, Resistance, and the State, University of Chicago Press, Chicago 1995, pp. 99–124, ISBN 9780226073996.
- Iris Marion Young, Activist Challenges to Deliberative Democracy, in Political Theory, XXIX (2001), n. 5, pp. 670–690. JSTOR 3072534.
- Archibugi, Daniele and Iris Marion Young, (2002) "Envisioning a Global Rule of Law", Eurozine, 14 June 2002.
- Iris Marion Young, Five faces of oppression, in Cudd Ann E., Andreasen Robin O. (a cura di), Feminist theory: a philosophical anthology, Blackwell Publishing, Oxford 2005, pp. 91–104, ISBN 9781405116619.
- Iris Marion Young, The logic of masculinist protection: reflections on the current security state, in Friedman M. (a cura di), Women and citizenship, Studies in Feminist Philosophy, Oxford University Press, Oxford-New York 2005, pp. 15–34, ISBN 9780195175356.

### Letteratura critica
- M. Sardoč (a cura di), Citizenship, Inclusion and Democracy: a Symposium on Iris Marion Young, Blackwell, Oxford 2006; pubblicato anche come numero monografico della rivista «Educational Philosophy and Theory», XXXVIII (2006), n. 1. ISBN 978-1-4051-5601-1.
- In Honour of Iris Marion Young: Theorist and Practitioner of Justice, numero monografico di «Hypatia», XXXIII (2008) n. 3.
- Ferguson, M. Nagel (a cura di), Dancing with Iris: the Philosophy of Iris Marion Young, Oxford University Press, Oxford-New York 2009. ISBN 978-0195389111.
- G. F. Johnson, L. Michaelis, Political Responsibility Refocused: Thinking Justice after Iris Marion Young, Toronto University Press, Toronto 2013. ISBN 978-1442614420.
- E. Piromalli, Una democrazia inclusiva: il modello di Iris Marion Young, Mimesis, Milano-Udine 2017. ISBN 978-8857539966